# Alexander Brouwer
Alexander Brouwer (Leiden, 3 de noviembre de 1989) es un deportista neerlandés que compite en voleibol, en la modalidad de playa.
Participó en dos Juegos Olímpicos de Verano, en los años 2016 y 2020, obteniendo una medalla de bronce en Río de Janeiro 2016, en el torneo masculino (haciendo pareja con Robert Meeuwsen).
Ganó una medalla de oro en el Campeonato Mundial de Vóley Playa de 2013 y dos medallas de bronce en el Campeonato Europeo de Vóley Playa, en los años 2017 y 2025.

## Palmarés internacional
| Juegos Olímpicos   | Juegos Olímpicos         | Juegos Olímpicos  | Juegos Olímpicos    |
| Año                | Lugar                    | Medalla           | Pareja              |
| ------------------ | ------------------------ | ----------------- | ------------------- |
| 2016               | Río de Janeiro (Brasil)  | Medalla de bronce | Robert Meeuwsen     |
| Campeonato Mundial |                          |                   |                     |
| Año                | Lugar                    | Medalla           | Pareja              |
| 2013               | Stare Jabłonki (Polonia) | Medalla de oro    | Robert Meeuwsen     |
| Campeonato Europeo |                          |                   |                     |
| Año                | Lugar                    | Medalla           | Pareja              |
| 2017               | Jūrmala (Letonia)        | Medalla de bronce | Robert Meeuwsen     |
| 2025               | Düsseldorf (Alemania)    | Medalla de bronce | Steven van de Velde |